# Sergi Enrich
Sergi Enrich Ametller (* 26. Februar 1990 in Ciutadella) ist ein spanischer Fußballspieler.

## Leben
Enrich wurde am 26. Februar 1990 in Ciutadella auf der Insel Menorca, Balearische Inseln als Sohn von Joan Enrich geboren. Er besuchte eine private Grundschule in Ciutadella.

## Karriere

### Verein
Er durchlief die Nachwuchsmannschaften von RCD Mallorca. 2008 schaffte er den Sprung in die zweite Mannschaft. Bis 2010 konnte er in 49 Spielen in der Segunda División B neun Tore erzielen. Dadurch empfahl er sich für die erste Mannschaft. Um weiterhin Spielpraxis zu bekommen, wurde er für die Saison 2011/12 an den Zweitligisten Recreativo Huelva verliehen. In 27 Spielen gelangen ihn dabei sieben Tore.
Auch zur Saison 2012/13 wurde Enrich verliehen, diesmal an AD Alcorcón. In 22 Spielen in der Segunda División traf er dreimal. Sein Vertrag in Mallorca wurde nicht verlängert, sodass sich die gemeinsame Wege nach fünf Ligaspielen in der Primera División, wo er am 24. Januar 2010 beim 1:1 gegen Espanyol Barcelona sein Ligedebüt gab, trennten.
Es zog ihn zurück in die zweite spanische Liga diesmal zu CD Numancia. Dort blieb er für zwei Spielzeiten und konnte in saisonübergreifend 76 Ligaspielen 26 Tore erzielen. Dank dieser Leistungen konnte er sich für den Erstligisten SD Eibar empfehlen. In seiner ersten Saison konnte er in 38 Ligaspielen neun Tore erzielen sowie acht Treffer vorbereiten. In der Folgesaison konnte er diese Leistung überbieten, da er elf Tore und sieben Assists in 38 Ligaspielen für sich verbuchen konnte. Die Saison 2017/18 verlief für ihn recht unglücklich, da er aufgrund eines Meniskusrisses die komplette Rückrunde verpasste. So kam er in lediglich 19 Spielen auf nur magere drei Tore und eine Torvorlage. Er blieb in der Saison 2018/19 von größeren Verletzungen verschont und traf in 35 Ligaspielen siebenmal, legte fünf weitere Tore auf und durfte die Mannschaft in einigen Spielen als Kapitän auf das Spiel führen. Für ihn persönlich schwächer verlief die Saison 2019/20: in 30 Ligaspielen gelang ihm nur ein Tor und vier Vorlagen. Kleinere Verletzungen und eine Gelbsperre bremsten ihn immer wieder aus. Die Saison 2020/21 endete für Enrich mit dem Abstieg als Tabellenletzter. In 27 Ligaspielen konnte er nur drei Tore erzielen, zudem wurde sein Vertrag nicht verlängert.
Im September 2021 stand er nach Medienangaben kurz vor einem Wechsel zum Zweitligisten FC Schalke 04, allerdings entschieden sich die Verantwortlichen gegen einen Transfer des Spaniers.
Stattdessen wechselte Enrich zu SD Ponferradina in die zweite spanische Liga. Für die Nordspanier erzielte er in der Saison 2021/22 sechs Tore in 31 Spielen und trug zum achten Platz seiner Mannschaft bei. Nach der Saison verließ er Ponferradina wieder und schloss sich Ligakonkurrent Real Oviedo an. Dort schoss er in sieben Tore bei 34 Ligaeinsätzen. Im Sommer 2023 wechselte er von Asturien nach Aragonien, zu Real Saragossa.

### Nationalmannschaft
Zwischen 2008 und 2009 gehörte er dem Kader der U19 Spaniens an. Auch aufgrund von starker Konkurrenz konnte er sich niemals in der Nationalmannschaft durchsetzen.

## Kontroverses
2016 filmte Enrich sich und seinen damaligen Mannschaftskameraden Antonio Manuel Luna beim Geschlechtsverkehr mit einer Frau. Ohne Zustimmung der Frau teilte er das Video im Internet. Die Frau erstattete Anzeige gegen die beiden Fußballprofis. Im Januar 2021 wurden Enrich und Luna zu zwei Jahren Haft auf Bewährung verurteilt. Die Staatsanwaltschaft forderte für die beiden damals Mitte Zwanzigjährigen Haftstrafen von fünf Jahren, allerdings zeigten die Täter Reue, was sich strafmildernd auswirkte. Beide Fußballprofis wurden außerdem zu einer Zahlung von 100.000 Euro verordnet.
Ende 2016 wurde eine Sprachnachricht von Enrich geleaked, in der er seinen damaligen Mitspieler Eddy Pascual angeblich rassistisch beschimpft. Er wirft Pascual außerdem vor, das Video verbreitet zu haben.

## Erfolge und Auszeichnungen
- Spieler des Monats der Primera División: Februar 2017